# گورنگی دوشنیک
گورنگی دوشنیک (به صربی: Gornji Dušnik) یک منطقهٔ مسکونی در صربستان است که در Gadžin Han واقع شده‌است.